# Mesoleius albopictus
Mesoleius albopictus är en stekelart som beskrevs av Carl Gustav Alexander Brischke 1892. Mesoleius albopictus ingår i släktet Mesoleius och familjen brokparasitsteklar. Arten är reproducerande i Sverige. Inga underarter finns listade i Catalogue of Life.